# Józef Szmidt
Józef Szmidt (Miechowice, 28 marzo 1935 – Zagozd, 29 luglio 2024) è stato un triplista polacco.

## Biografia
Józef Szmidt nacque a Miechowice, un distretto della città di Bytom in Polonia da genitori tedeschi , presentandosi infatti molte volte con il nome Jozef Schmidt (germanizzato). Tra la fine degli anni '50 e gli inizi degli anni '60 fu per due volte campione europeo di salto triplo (nel 1958 e nel 1962) e due volte campione olimpico (Roma 1960 e Tokyo 1964). Successivamente guadagnò il titolo in Polonia di Sportsman of the Year (sportivo dell'anno). Nell'anno delle Olimpiadi di Roma, saltando in gara 17,03, fu il primo uomo a superare i 17 metri. Vinse la medaglia d'oro olimpica con un salto di m. 16,81. A Tokyo nel 1964 rivinse il titolo olimpico con m. 16,84. Meccanico di professione, nel 1975 si trasferì nella Germania Ovest, ma nel 1992 decise di tornare in Polonia.

## Palmarès

### Giochi olimpici
- Medaglia d'oro a Roma nel 1960
- Medaglia d'oro a Tokyo nel 1964

### Campionati europei di atletica leggera
- Medaglia d'oro a Stoccolma nel 1958
- Medaglia d'oro a Belgrado nel 1962

## Curiosità
- Suo fratello maggiore Edward Szmidt (Zabrze, 4 agosto 1931 – Hamm, 29 aprile 2018), dotato anch'egli di talento, gareggiò alle Olimpiadi del 1956 a Melbourne.[3]